# بنك جوليوس باير ضد ويكيليكس
قضية بنك جوليوس باير وشركاه المحدود وآخرين ضد ويكيليكس وآخرين رفعها بنك جوليوس باير ضد موقع ويكيليكس على الويب.
في أوائل فبراير من عام 2008، أجبر قاضي ولاية كاليفورنيا شركة دينادوت، مسجل النطاق لموقع wikileaks.org، على فصل سجلات اسم النطاق للموقع مع الخوادم ومنع استخدام اسم النطاق لدخول الموقع. في البداية، أراد البنك فقط إزالة الوثائق (فشلت ويكيليكس في تسمية شخص للاتصال).
أثارت الأحكام التي أصدرها القاضي مجموعات وسائل الإعلام والحريات عبر الإنترنت التي دافعت عن حقوق ويكيليكس بموجب التعديل الأول للدستور وفحصت من جديد الوثائق التي يريد البنك التخلص منها.
واعتذر القاضي عن النظر في القضية وتنازل البنك عن القضية في 5 مارس 2008.

## الخلفية
في عام 2002، علم البنك أن السجلات المتعلقة بترتيبات إخفاء الهوية مودعة في جزر كايمان للعملاء من عام 1997 إلى عام 2002 تم تسريبها. وأجروا لقاءات مع الموظفين المحليين باستخدام جهاز كشف الكذب كما هو معروف في سياسة الشركة. ولم يشعر البنك بالرضا عن إجابات مدير عمليات وحدة كايمان رودولف إلمر وتم فصله من العمل. وفي يونيه لعام 2005، تم الإبلاغ عن حدوث تسرب عن طريق صحيفة المال الأسبوعية كاش وجريدة وول ستريت جورنال وول ستريت جورنال، على الرغم من أنه لم تذكر تفاصيل الحسابات الفردية. وفي ديسمبر من عام 2007، أظهر إلمر الوثائق المتعلقة بويكيليكس والخاصة بمراقبته وأسرته. وفي الشهر التالي بدأت بعض البيانات المتسربة في الظهور على موقع ويكيليكس. وزعم المساهمون في ويكيليكس أن هذه الوثائق تقدم الدليل على الأصول المخبأة وغسيل الأموال والتهرب الضريبي. وتم تحديد عشرة من أصحاب الحسابات في الولايات المتحدة وإسبانيا والبيرو وألمانيا واليونان وهونغ كونغ وسويسرا على موقع ويكيليكس.
ووفقًا لتحليل دانيال شميت لموقع ويكيليكس، فإن بيانات الحساب المسربة كانت بعد مغادرة إلمر جزر كانيان.
في 16 يناير من عام 2011، أعلن إلمر أنه سيقدم تفاصيل الحسابات الخارجية لعدد 2000 من «أصحاب الثروات الكبيرة» لموقع ويكيليكس. ثم سيعود من المنفى إلى سويسرا للمحاكمة. ويقول بنك جوليوس باير أن إلمر زور الوثائق.

## الإجراءات القانونية والأمر القضائي
في يناير، بدأ بنك جوليوس باير في إرسال رسائل بالتوقف والامتناع لويكيليكس ومسجل النطاق الخاص به وهو دينادوت لـ اسم النطاق لموقع wikileaks.org، مع الإشارة إلى قانون الألفية للملكية الرقمية DMCA. وفي 18 فبراير أصدر القاضي الأمريكي جيفري وايت القاضي في المحكمة الجزئية الأمريكية للمنطقة الشمالية من ولاية كاليفورنيا حكمًا قضائيًا نهائيًا ضد موقع دينادوت وإجباره على «غلق اسم النطاق wikileaks.org». أما المواقع البديلة مثل http://wikileaks.be، فلم تتأثر. وذكر نص الأمر القضائي المنشور على أنه «سيقع على المدعين ضرر فوري في حالة غياب الأمر القضائي الردعي» وهذا هو المطلوب بالنسبة للأوامر الزجرية للأحكام. والافتراض العام هو تسرب بعض الوثائق التي زعم البنك أنها مزيفة ومن الأسرار التجارية ومحمية بحقوق النشر أو غير ذلك مما يمنع نشرها بطريقة قد تحدث أضرارًا للبنك.
لم ترسل ويكيليكس ممثلا عنها لحضور جلسة الاستماع التي صدر القرار فيها. ووفقًا لإحدى المقالات الافتتاحية على موقع ويكيليكس، قام بنك جوليوس باير بإجراء بعض الاتصالات مع ويكيليكس قبل الذهاب إلى المحكمة للحصول على الأمر القضائي ولكن لم يبلغ ويكيليكس في أي مدينة سيرفع البنك هذه القضية كما لم يقدم البنك إلى المحكمة هذه الاتصالات التي تمت عبر البريد الإلكتروني.
يعمل مكتب المحاماة الذي يمثل بنك باير في المقام الأول في صناعة الترفيه في لوس أنجليس. ورفعوا القضية وحصلوا على الأمر القضائي من محكمة سان فرانسيسكو - على بعد 450 ميلاً (700 كم) من لوس أنجليس.

## الدعاية السلبية للبنك
تسببت الدعوى القضائية لبنك جوليوس باير في وجود قدر كبير من الاهتمام السلبي أكثر مما يمكن أن تسببه التسريبات وحدها نظرًا لـ تأثير سترايسند. وحصل بنك جوليوس باير بالفعل على الحكم القضائي ضد ويكيليكس ومنعها من نشر الوثائق التي يريد البنك حظر نشرها، دون جذب اهتمام وسائل الإعلام. لكن جذب بنك جوليوس باير الكثير من الانتباه إليه عندما سعى إلى الحصول على أمر قضائي آخر لفرض إجراء يمنع ليس فقط المعلومات التي يعتبرها بنك جوليوس باير محرجة لكن كافة ما يتضمنه موقع ويكيليكس من جميع أنواع الوثائق التي تعتبر أدلة في كل أنواع الجرائم - لكل من الشركات والحكومات بما في ذلك انتهاكات حقوق الإنسان - التي ارتكبها المجرمون المدعون في جميع أنحاء العالم في حالات عدم وجود علاقة مع بنك جوليوس باير. على سبيل المثال، يعرض الموقع انتهاكات لحقوق الإنسان في الصين وفسادًا سياسيًا في كينيا. ويدعي موقع ويكيليكس أن لديه 1.2 مليون وثيقة نشرها المستخدمون بأسماء مجهولة كأدلة على وقائع لمخالفات تستحق الخضوع للتدقيق العام. ومن بينها 14 وثيقة فقط تتعلق بقضية بنك جوليوس باير.
وبعد الحصول على الأمر القضائي الأول، تم تحديه بنجاح من خلال إجراء مشترك عن طريق المتدخلين التالين:
- مؤسسة الحدود الإلكترونية (EFF)
- اتحاد الحريات المدنية الأمريكي (ACLU)
- مشروع الرقابة على الحكومة (POGO)
- جوردان ماكروكل

ورفعت قضية مشابهة من قبل:
- المواطن العام - التي يمولها رالف نادر
- تحالف التعديل الدستوري الأول في ولاية كاليفورنيا (CFAC)

ورفعت قضايا أخرى لدعم ويكيليكس من قبل:
1. لجنة المراسلين من أجل حرية الصحافة (RCFP)
2. الجمعية الأمريكية لمحرري الصحف (ASNE)
3. أسوشيتد برس - (AP) وكالة أنباء عالمية مقرها في نيويورك
4. مشروع قانون صحافة المواطن
5. شركة إي دبليو سكريبس - صحف وتلفزيون وكابل تلفزيون إلخ.
6. شركة جانيت - أكبر ناشر للصحف في الولايات المتحدة بما في ذلك يو إس إيه توداي
7. شركة هيرست - مجموعة مختلطة من شركات وسائل إعلام تنشر يوميات سان فرانسيسكو
8. لوس أنجليس تايمز
9. رابطة الصحافة القومية (NNA)
10. رابطة الصحف الأمريكية (NAA)
11. جمعية مديري أخبار الإذاعة والتلفزيون (RTNDA)
12. جمعية الصحافيين المحترفين (SPJ) - كما قدمت بعض التمويل القانوني

تم التعديل الأول لدستور الولايات المتحدة فيما يتعلق بالحق في نشر المعلومات. وتذكر هذه التقارير القانونية المختصرة أن التعديل الأول للدستور أنشأ كذلك حق المواطن في قراءة المعلومات. وكان أحد المشاركين في نجاح الطعن في الأمر القضائي جوردان ماكوركل وهو مواطن عادي يقرأ موقع ويكيليكس بانتظام.
فضلا عن النتائج العكسية فيما يتعلق بجذب الانتباه، فإن الأمر القضائي لم يكن فعالا بالكامل، على أي حال، في منع الموقع من القيام بذلك حيث لم تتأثر النطاقات البديلة لويكيليكس حيث كانت ويكيليكس لا تزال متاحة مباشرة بواسطة عنوان IP الخاص بها وهو 88.80.13.160. ولغلق طرق الوصول هذه، كان من الضروري متابعة الأوامر القضائية في الولايات القضائية المسجلة بها أو حيث توجد الخوادم المتناثرة عن عمد لجعل من الصعوبة القيام بذلك.
مكتب المحاماة الذي مثل بنك باير كان مكتب لافيلي وسينجر. وادعى مكتب المحاماة أن جزءًا من عمله هو حماية عملاء بنك باير من نشر معلومات عنهم على الملأ. مع ذلك، عين أحد المستندات التي قدمها مكتب المحاماة لافيلي وسينجر أحد العملاء ذوي المصلحة بالاسم والعنوان.
وتزامن مع ذلك حدوث حريق بالشركة المضيفة التي يستخدمها موقع ويكيليكس وهي PRQ، وهي مركزة في منظم لإمدادات الطاقة العالية والذي يخدم غالبية مراكز البيانات وأدى لغلق وتدمير بعض أقسام نظام أسماء النطاقات (DNS) وحوامل الخادم المخصصة للاستضافة والتي استخدمها موقع ويكيليكس في نفس الأسبوع.

## إلغاء الأمر القضائي والتنازل عن القضية
ألغى القاضي وايت الأمر القضائي في 29 فبراير 2008 وسمح لموقع ويكيليكس باستعادة اسم النطاق الخاص به.
وتنازل البنك عن القضية في 5 مارس 2008.